# سان نیکولو جری
سان نیکولو جری (به ایتالیایی: San Nicolò Gerrei) یک کومونه در ایتالیا است که در استان کالیاری واقع شده‌است. سان نیکولو جری ۶۲٫۶ کیلومتر مربع مساحت و ۸۸۱ نفر جمعیت دارد و ۳۶۵ متر بالاتر از سطح دریا واقع شده‌است.